# Bludička

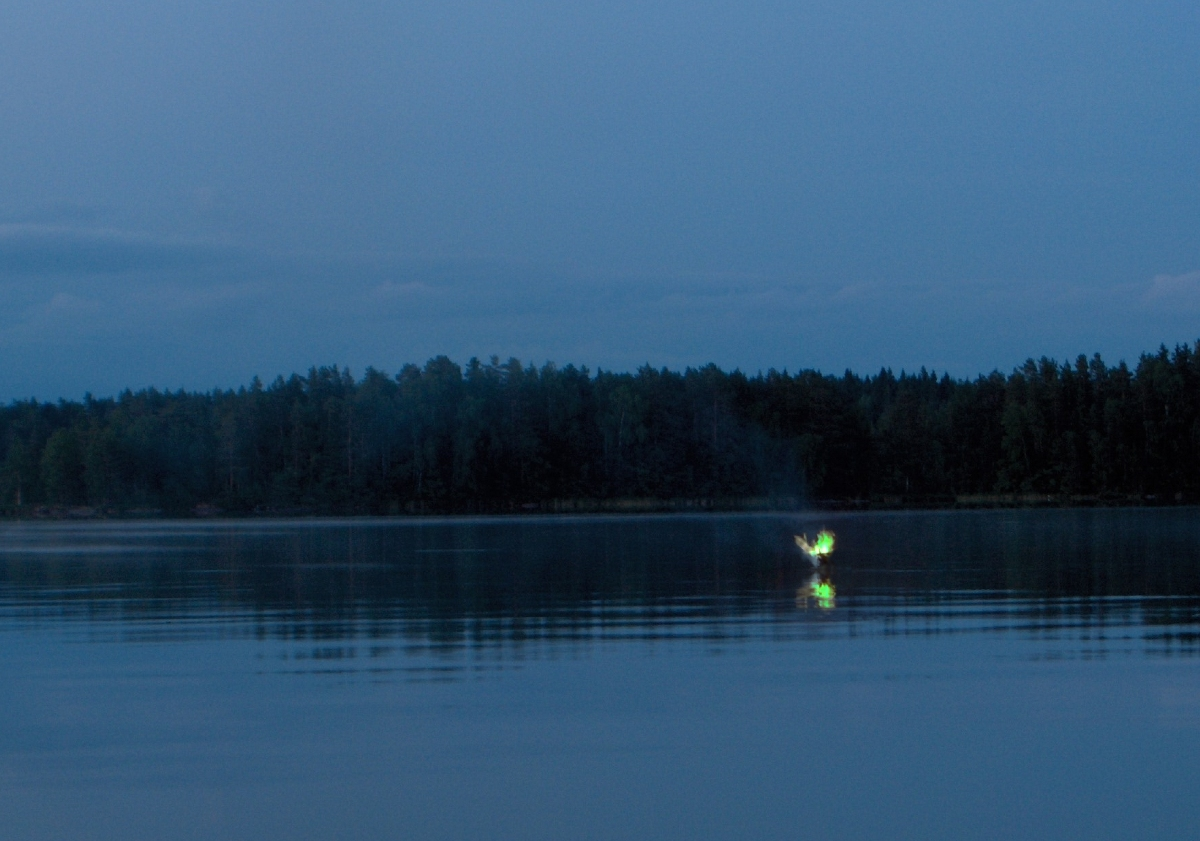
Falešná bludička v netypickém biotopu (hořící březová kůra na plovoucím dřevě)

Bludička je nadpřirozená bytost vyskytující se ve folklóru po celém světě a také světelný jev, který nejspíše dal podnět ve víře v toto stvoření. Bludičky se objevují v noci, především v močálech a bažinách, a svádějí pocestné ze správného směru. Ve středověké latině se nazývají ignis fatuus „neposedný oheň“, anglicky will-o'-the-wisp nebo jack-o'-lantern.

## Slované
Slovanům je společná představa, že se jedná o duše mrtvých, zejména zemřelých násilnou smrtí či nekřtěnátek, v podobě modravých světel, dětí nebo mužíčků s lucernami nebo hořícími košťaty. Mohou být také dušemi čarodějnic a prý se objevují vždy v lichém počtu. Nejčastěji je lze potkat za zimních nocí, o Dušičkách, během adventu a o štědrovečerní půlnoci. Kromě močálů se zjevují i na hřbitovech či tlejícím dřevě a do bahna či vody závadějí zvláště ty, kteří se jim vysmívají, nebo na ně hvízdají. Lze si je však naklonit prosbou, slibem či vysvobozením z prokletí, potom ukáží poutníkovi správnou cestu nebo dokonce zakopaný poklad. Nemají žádnou moc nad člověkem, který má košili naruby. Podobá se jim ohnivý muž, zvaný jako dýma či dýmač. Jedná se o duši hříšníka v podobě ohnivého sloupu, sudu, dráčka nebo plamínku v bažinách, ten své oběti utopí, popálí nebo roztrhá, ale stejně jako bludička může také pomáhat.
V Čechách jsou nazývány světýlky či světlonoši; na Železnobrodsku cvendy, na Českotřebovsku rychmandle a na Moravě pak zhubenčata nebo zabobončata. 
V Lužici se této bytosti říká błudnička, błudnik nebo blud, v Polsku błędnik, świetlik, v Rusku ogoněk, v Srbsku macarul a ve Slovinsku vedunec.

## Bludičky v kultuře
- Bludička (v originále Willo the Wisp) se nazývá britský kreslený seriál pro děti o kouzelném lese, v němž žije zlá čarodějnice – televize Edna. Vypravěčem příběhů je právě lesní bludička.
- Bludička se vyskytuje i v komediální hře Divadla Semafor, která volně parafrázuje Erbenovu sbírku Kytice – viz Kytice (Semafor).
- Bludička Julie je také popová píseň zpěvačky Hany Zagorové